# Wind Tre
Wind Tre S.p.A. är ett italienskt telekommunikationsföretag inom CK Hutchison Holdings Limited-gruppen, som erbjuder mobila och fasta telefonitjänster.
Det bildades den 31 december 2016 genom en sammanslagning av de två italienska telekommunikationsföretagen 3 Italia och Wind Telecomunicazioni, som kontrollerades av CK Hutchison Holdings respektive VimpelCom.
Sedan den 7 september 2018 har CK Hutchison Holdings varit ensam aktieägare i Wind Tre eftersom Hongkonggruppen, efter godkännande av EU-kommissionen, slutförde förvärvet av de återstående 50 % av bolaget.